# Другарчине
Другарчине је југословенски филм снимљен 1979. године у режији Миће Милошевића.

## Радња
Рат је завршен и група младих партизана враћа се у свој град да настави прекинуто школовање. Они све раде на „свој начин“, јер су довољно млади да би ишли у школу и чинили несташлуке, али и довољно зрели да би реаговали на лажи и неправду. Бучни, спремни на сукобе, они су проблем школе, омладинске организације, команде града... И кад су се већ привикли на нормалан живот, једног од њих из заседе убијају четнички одметници. Другови опет облаче униформе, лате се оружја и успевају да освете друга. Кад се још једном врате у школу, биће то са одлуком да и у њој положе испит зрелости.

## Улоге
| Глумац                   | Улога                                      |
| ------------------------ | ------------------------------------------ |
| Милан Гутовић            | Џинга                                      |
| Беба Лончар              | Вера Ђурић                                 |
| Душан Војновић           | Лале                                       |
| Велимир Бата Живојиновић | Коста                                      |
| Ратко Милетић            | Жућа                                       |
| Павле Вуисић             | Мика                                       |
| Ерол Кадић               | Обрадовић                                  |
| Радмила Живковић         | Милка                                      |
| Воја Брајовић            | Нови професор књижевности Милован Петровић |
| Данило Лазовић           | Аца Џип                                    |
| Гојко Балетић            | Капетан                                    |
| Марко Тодоровић          | Директор гимназије                         |
| Радмила Гутеша           | Професорка историје                        |
| Предраг Милинковић       | Војник са проститутком                     |
| Жижа Стојановић          | Проститутка                                |
| Жељка Башић              |                                            |
| Божидар Павићевић Лонга  | Професор књижевности Влада Јовановић       |
| Богић Бошковић           |                                            |
| Весна Ђапић              |                                            |
| Владан Живковић          | Војник                                     |
| Драгица Новаковић        |                                            |
| Војкан Павловић          |                                            |